# Канши (Калвадос)
Канши (фр. Canchy) насеље је и општина у северној Француској у региону Доња Нормандија, у департману Калвадос која припада префектури Баје.
По подацима из 2011. године у општини је живело 215 становника, а густина насељености је износила 37,59 становника/km². Општина се простире на површини од 5,72 km². Налази се на средњој надморској висини од 30 метара (максималној 39 m, а минималној 0 m).

## Демографија
| 1962. | 1968. | 1975. | 1982. | 1990. | 1999. | 2011. |
| ----- | ----- | ----- | ----- | ----- | ----- | ----- |
| 233   | 243   | 196   | 172   | 175   | 185   | 215   |

График промене броја становника у току последњих година